# Saison 2 de S.W.A.T.
 (février 2018).
Si vous disposez d'ouvrages ou d'articles de référence ou si vous connaissez des sites web de qualité traitant du thème abordé ici, merci de compléter l'article en donnant les références utiles à sa vérifiabilité et en les liant à la section « Notes et références ».
Chronologie
Saison 1 Saison 3
Cet article présente le guide des épisodes de la deuxième saison de la série télévisée américaine S.W.A.T.

## Généralités
- Aux États-Unis, cette deuxième saison a été diffusée du 27 septembre 2018 au 16 mai 2018 sur le réseau CBS.

## Distribution

### Acteurs principaux
- Shemar Moore (VF : David Kruger) : Sergent Daniel « Hondo » Harrelson
- Stephanie Sigman (VF : Ingrid Donnadieu) : Capitaine Jessica Cortez
- Alex Russell (VF : Franck Lorrain) : Jim Street
- Jay Harrington (VF : Stéphane Pouplard) : Sergent David « Deacon » Kay
- Lina Esco (VF : Anne Tilloy) : Christina « Chris » Alonso
- Kenny Johnson (VF : Boris Rehlinger) : Dominique Luca
- David Lim (VF : Alexandre Nguyen) : Victor Tan
- Patrick St. Esprit (VF : Hervé Bellon) : Commandant Robert Hicks

### Acteurs récurrents et invités
- Peter Onorati (VF : Hervé Jolly) : Sergent Jeff Mumford
- Lou Ferrigno, Jr. (VF : Cédric Ingard) : Rocker
- Louis Ferreira (VF : Marc Saez) : William « Buck » Spivey
- Sherilyn Fenn (VF : Anne Rondeleux) : Karen, mère de Jim Street

## Épisodes

### Épisode 1:Sous les décombres
- États-Unis /  Canada : 27 septembre 2018 sur CBS / Global
- Belgique : 27 février 2019 sur RTL-TVI
- France : 5 mars 2019 sur TF1

- États-Unis : 4,7 millions de téléspectateurs[réf. souhaitée]
- France : 4,43 millions de téléspectateurs[1]

### Épisode 2:Omega One
- États-Unis /  Canada : 4 octobre 2018 sur CBS / Global
- Belgique : 27 février 2019 sur RTL-TVI
- France : 5 mars 2019 sur TF1

- États-Unis : 5,21 millions de téléspectateurs[réf. souhaitée]
- France : 3,87 millions de téléspectateurs[1]

### Épisode 3:Brûler les pistes
- États-Unis /  Canada : 11 octobre 2018 sur CBS / Global
- Belgique : 27 février 2019 sur RTL-TVI
- France : 5 mars 2019 sur TF1

- États-Unis : 5,4 millions de téléspectateurs
- France : 3,09 millions de téléspectateurs[1]

### Épisode 4:Combat de coqs
- États-Unis /  Canada : 18 octobre 2018 sur CBS / Global
- Belgique : 6 mars 2019 sur RTL-TVI
- France : 27 août 2019 sur TF1

- États-Unis : 5,49 millions de téléspectateurs

### Épisode 5:La Croisière ne s'amuse plus
- États-Unis /  Canada : 25 octobre 2018 sur CBS / Global
- Belgique : 6 mars 2019 sur RTL-TVI
- France : 27 août 2019 sur TF1

- États-Unis : 5,36 millions de téléspectateurs

### Épisode 6:Les Diamants de la vengeance
- États-Unis /  Canada : 1er novembre 2018 sur CBS / Global
- Belgique : 13 mars 2019 sur RTL-TVI
- France : 3 septembre 2019 sur TF1

- États-Unis : 5,22 millions de téléspectateurs

### Épisode 7:En héritage
- États-Unis /  Canada : 8 novembre 2018 sur CBS / Global
- Belgique : 13 mars 2019 sur RTL-TVI
- France : 3 septembre 2019 sur TF1

- États-Unis : 5,13 millions de téléspectateurs

### Épisode 8:Crime en direct
- États-Unis /  Canada : 15 novembre 2018 sur CBS / Global
- Belgique : 20 mars 2019 sur RTL-TVI
- France : 17 septembre 2019 sur TF1

- États-Unis : 5,13 millions de téléspectateurs

### Épisode 9:Jour de congés
- États-Unis /  Canada : 29 novembre 2018 sur CBS / Global
- Belgique : 20 mars 2019 sur RTL-TVI
- France : 17 septembre 2019 sur TF1

- États-Unis : 5,2 millions de téléspectateurs

### Épisode 10:1000 joules
- États-Unis /  Canada : 6 décembre 2018 sur CBS / Global
- Belgique : 3 avril 2019 sur RTL-TVI
- France : 24 septembre 2019 sur TF1

- États-Unis : 5,34 millions de téléspectateurs

### Épisode 11:Triste hommage
- États-Unis /  Canada : 3 janvier 2019 sur CBS / Global
- Belgique : 3 avril 2019 sur RTL-TVI
- France : 24 septembre 2019 sur TF1

- États-Unis : 5,99 millions de téléspectateurs

### Épisode 12:Le Retour d'Alicia
- États-Unis /  Canada : 10 janvier 2019 sur CBS / Global
- Belgique : 4 septembre 2019 sur RTL-TVI
- France : 1er octobre 2019 sur TF1

- États-Unis : 5,91 millions de téléspectateurs

### Épisode 13:Acte 2
- États-Unis /  Canada : 31 janvier 2019 sur CBS / Global
- Belgique : 4 septembre 2019 sur RTL-TVI
- France : 1er octobre 2019 sur TF1

- États-Unis : 5,68 millions de téléspectateurs

### Épisode 14:Insigne contre insigne
- États-Unis /  Canada : 7 février 2019 sur CBS / Global
- Belgique : 11 septembre 2019 sur RTL-TVI
- France : 8 octobre 2019 sur TF1

- États-Unis : 4,96 millions de téléspectateurs

### Épisode 15:Le Boy's club
- États-Unis /  Canada : 14 février 2019 sur CBS / Global
- Belgique : 11 septembre 2019 sur RTL-TVI
- France : 8 octobre 2019 sur TF1

- États-Unis : 5,59 millions de téléspectateurs

### Épisode 16:Les Voix de la haine
- États-Unis /  Canada : 21 février 2019 sur CBS / Global
- Belgique : 18 septembre 2019 sur RTL-TVI
- France : 15 octobre 2019 sur TF1

- États-Unis : 5,47 millions de téléspectateurs

### Épisode 17:Prendre sous son aile
- États-Unis /  Canada : 7 mars 2019 sur CBS / Global
- Belgique : 18 septembre 2019 sur RTL-TVI
- France : 15 octobre 2019 sur TF1

- États-Unis : 5,58 millions de téléspectateurs

### Épisode 18:Semper Fi
- États-Unis /  Canada : 4 avril 2019 sur CBS / Global
- Belgique : 25 septembre 2019 sur RTL-TVI
- France : 22 octobre 2019 sur TF1

- États-Unis : 4,73 millions de téléspectateurs

### Épisode 19:Bons et loyaux services
- États-Unis /  Canada : 18 avril 2019 sur CBS / Global
- Belgique : 25 septembre 2019 sur RTL-TVI
- France : 22 octobre 2019 sur TF1

- États-Unis : 5,09 millions de téléspectateurs

### Épisode 20:Mauvaise came
- États-Unis /  Canada : 25 avril 2019 sur CBS / Global
- Belgique : 2 octobre 2019 sur RTL-TVI
- France : 29 octobre 2019 sur TF1

- États-Unis : 5,01 millions de téléspectateurs

### Épisode 21:Trouvez le coupable
- États-Unis /  Canada : 2 mai 2019 sur CBS / Global
- Belgique : 2 octobre 2019 sur RTL-TVI
- France : 29 octobre 2019 sur TF1

- États-Unis : 5,00 millions de téléspectateurs

### Épisode 22:Le Fou de la gâchette
- États-Unis /  Canada : 9 mai 2019 sur CBS / Global
- Belgique : 9 octobre 2019 sur RTL-TVI
- France : 5 novembre 2019 sur TF1

- États-Unis : 5,02 millions de téléspectateurs

### Épisode 23:La Justice en direct
- États-Unis /  Canada : 16 mai 2019 sur CBS / Global
- Belgique : 9 octobre 2019 sur RTL-TVI
- France : 5 novembre 2019 sur TF1

- États-Unis : 5,75 millions de téléspectateurs